# The Last Temptation of Homer
The Last Temptation of Homer, llamado La última tentación de Homer en España y La última tentación de Homero en Hispanoamérica, es un capítulo perteneciente a la quinta temporada de la serie animada Los Simpson, emitido originalmente el 9 de diciembre de 1993. El episodio fue escrito por Frank Mula y dirigido por Carlos Baeza. Michelle Pfeiffer y Werner Klemperer fueron las estrellas invitadas. En el episodio, Homer siente atracción por una nueva compañera de trabajo, Mindy Simmons (Margo Zavala en Hispanoamérica), que tiene los mismos gustos que él.

## Sinopsis
Después de que Homer y sus compañeros de trabajo escaparan milagrosamente de un gas venenoso que Homer había dejado escapar, Charlie, un obrero, es despedido al haberle pedido una salida de emergencia al Sr. Burns. Cuando están buscando un reemplazo, el Departamento de Trabajo le exige a Burns cambios de política laboral en la Planta, entre ellos contratar a alguna mujer en su personal. Una nueva ingeniera llamada Mindy Simmons, es contratada. Homer siente una gran atracción hacia Mindy, la que crece más aún al ver que comparten gustos y hábitos. 
El ángel guardián de Homer aparece en una alucinación para mostrarle a este cómo sería su vida si se casara con Mindy y dejara a Marge; en el sueño, él es un millonario feliz y Marge sería la presidenta de los Estados Unidos. Unos días después, Homer y Mindy habían sido seleccionados para representar a la Planta Nuclear de Springfield en la Convención de Energía que se realizaría en la Ciudad Capital, hospedándose en el hotel local. Luego de una serie de percances y malentendidos, Mindy le revela a Homer que estaba enamorada, pero él es quien debe decidir entre ella y Marge. Homer declara su incondicionalidad con Marge, y Mindy acepta su decisión. 
Mientras tanto, Bart es enviado a un oculista, luego de descubrir que no tenía buena vista. El oftalmólogo le da unos gruesos lentes, que el niño debía usar por dos semanas. También encuentra seco su cuero cabelludo, por lo que lo manda a la dermatóloga, que le coloca un gel pegajoso en el cabello, dándole un aspecto de nerd complementado por unos zapatos enormes recomendados por un ortopedista y un spray nebulizador en la garganta. En la escuela, el niño es perseguido por su aspecto durante dos semanas; sin embargo, cuando vuelve a la escuela con su apariencia normal, los abusones reparan en golpearlo de todas formas.